# Landeshauptleutekonferenz
Die Landeshauptleutekonferenz ist ein informelles – das heißt von der österreichischen Bundesverfassung nicht vorgesehenes – Treffen der neun Landeshauptleute.
Sie ist neben dem Bundesrat, der zweiten österreichischen Parlamentskammer, das politisch wichtigste Gremium der Länderzusammenarbeit wie auch des Föderalismus im österreichischen politischen System (in der modernen österreichischen Staatsrechtslehre/Bundesstaatstheorie kooperativer Bundesstaat genannt).
Dabei erachtet man die Landeshauptleutekonferenz als „das mächtigste Mittel der Bundesländer“ und „Motor zur Stärkung der Bundesstaatlichkeit“, der Bundesrat selbst gilt in Österreich als wenig einflussreich.
Ihre Bedeutung zeigt sich auch darin, dass, obwohl sie formell nicht existiert, zahlreiche Rechtstexte auf sie verweisen.

## Arbeitsweise
Bei Landeshauptleutekonferenzen wird versucht, eine gemeinsame Linie zur Vertretung der Interessen der einzelnen Bundesländer festzulegen, um dann mit dieser gemeinsamen Position gestärkt dem Bund in Verhandlungen gegenübertreten zu können. Sie entwickelten sich in den 1960er-Jahren und tagten ab 1970 regelmäßig zweimal pro Jahr.
Vorbereitet werden sie von den Landesamtsdirektoren (Wien: Magistratsdirektor),
die dann gemeinsam mit den Landeshauptleuten und in der Regel auch mit einem Vertreter der Bundesregierung – der fallweise der Bundeskanzler oder ein Bundesminister ist – an den Konferenzen teilnehmen. Auch Gespräche mit dem Bundespräsidenten finden wiederholt statt. Der Vorsitz zwischen den Ländern wechselt nach herausgebildeter Praxis halbjährlich und nach alphabetischer Reihenfolge der Länder parallel zum Wechsel des Präsidenten des Bundesrates. Neben diesen halbjährlichen Sitzungen wird die Landeshauptleutekonferenz bei dringenden Anliegen auch zu außerordentlichen Sitzungen einberufen. Als Geschäftsstelle der Konferenz fungiert die Verbindungsstelle der Länder. Eine schriftlich fixierte Geschäftsordnung fehlt.
Die Landeshauptleutekonferenz fasst Beschlüsse nur einstimmig. Sie werden aufgrund des informellen Charakters der Treffen nicht veröffentlicht, sondern nur den Teilnehmern und der Bundesregierung, soweit sie davon betroffen ist, zugänglich gemacht. Diese Beschlüsse sind rechtlich unverbindlich, entfalten aber eine beachtliche politische Wirkung. Sie stellen aufgrund der Einstimmigkeit einen verlässlichen – wenn auch unter Umständen geringsten – gemeinsamen Standpunkt der Landesebene dar.
Besondere Bedeutung hat die Konferenz etwa beim Finanzausgleich Bund–Länder–Gemeinden und der „ewigen Baustelle“ Reform des Bundesstaats.

## Vorsitzende
Im ersten Halbjahr 2024 ist Johanna Mikl-Leitner (ÖVP) Vorsitzende der LHK. 2023 hatten zunächst Hans Peter Doskozil (SPÖ), dann Peter Kaiser (ebenfalls SPÖ) diese Position inne.

## Geschichte
Im Jahr 1968 erklärte der damalige Landeshauptmann von Salzburg, Hans Lechner (ÖVP; bis 1977 LH), die Funktionsweise der Landeshauptleutekonferenz in der ORF-Sendung Österreich-Bild.
Zum Jubiläum „100 Jahre Gründung der Republik Österreich“ fand 2018 eine außerordentliche Konferenz der Landeshauptleute statt, bei der es auch um das Verhältnis Bundesländer – Regionen in der Europäischen Union ging.

## Amtierende Landeshauptleute und deren Stellvertreter
- SPÖ: 3
- ÖVP: 5
- FPÖ: 1

| Bundesland       | Landeshaupt- mann/-frau (5) | Partei | (1.) (3) Landeshauptmann/frau- Stellvertreter | Partei | (2.) (3) Landeshauptmann/frau- Stellvertreter | Partei |
| ---------------- | --------------------------- | ------ | --------------------------------------------- | ------ | --------------------------------------------- | ------ |
| Burgenland       | Hans Peter Doskozil         | SPÖ    | Anja Haider-Wallner                           | Grüne  | – (2)                                         | –      |
| Kärnten          | Peter Kaiser                | SPÖ    | Gabriele Schaunig-Kandut                      | SPÖ    | Martin Gruber                                 | ÖVP    |
| Niederösterreich | Johanna Mikl-Leitner        | ÖVP    | Stephan Pernkopf (3)                          | ÖVP    | Udo Landbauer (3)                             | FPÖ    |
| Oberösterreich   | Thomas Stelzer              | ÖVP    | Christine Haberlander (3)                     | ÖVP    | Manfred Haimbuchner (3)                       | FPÖ    |
| Salzburg         | Wilfried Haslauer           | ÖVP    | Marlene Svazek                                | FPÖ    | Stefan Schnöll                                | ÖVP    |
| Steiermark       | Mario Kunasek               | FPÖ    | Manuela Khom                                  | ÖVP    | – (2)                                         | –      |
| Tirol            | Anton Mattle                | ÖVP    | Philip Wohlgemuth                             | SPÖ    | Josef Geisler                                 | ÖVP    |
| Vorarlberg       | Markus Wallner              | ÖVP    | Christof Bitschi (1)                          | FPÖ    | – (2)                                         | –      |
| Wien             | Michael Ludwig (4)          | SPÖ    | Kathrin Gaál (3)                              | SPÖ    | Bettina Emmerling (3)                         | NEOS   |

Stand: November 2024
(1) In Vorarlberg: Landesstatthalter
(2) Nur ein Stellvertreter im Burgenland, in der Steiermark und in Vorarlberg
(3) In Niederösterreich, Oberösterreich und Wien keine nominelle Reihung der Stellvertreter
(4) In Wien auch amtierender Bürgermeister
(5) Zur Benennung siehe Landeshauptmann oder Landeshauptfrau?